# Nazo no Murasamejō
Nazo no Murasamejō (jap. 謎の村雨城, dt. „Mysteriöse Burg Murasame“) ist ein Videospiel von Nintendo, das 1986 für das Famicom Disk System in Japan veröffentlicht wurde. Es handelt sich um ein Action-Adventure, dessen Protagonist, ein Schwertkämpfer namens Takamaru, sein Land allein von einer fremden Macht befreien muss, die in Japan die Herrschaft übernehmen will. Das Spiel ist im Japan der Edo-Zeit angesiedelt und enthält dementsprechend viele Bezüge auf die japanische Kultur. Die Musik des Spiels wurde von Kōji Kondō komponiert.

## Veröffentlichungen
Ursprünglich erschien Nazo no Murasamejō am 14. April 1986 für das Famicom Disk System in Japan als eines der frühen Spiele für dieses System. 18 Jahre später, am 10. August 2004, erfuhr das Spiel eine Neuveröffentlichung. Im Rahmen der Famicom-Mini-Reihe kam das Spiel in praktisch unveränderter Form für den Game Boy Advance auf den Markt. Außerdem erschien es am 19. August 2008 für die Virtual Console der Wii zum Preis von 500 Wii Points. In allen Fällen wurde Nazo no Murasamejō bisher ausschließlich in Japan veröffentlicht.

## Handlung
Schauplatz ist das Japan der Edo-Zeit unter Herrschaft von Tokugawa Ietsuna. Die Burg Murasame (村雨城, Murasame-jō), irgendwo in Japan, beherbergt eine riesige Statue namens Murasame (村雨). Die Menschen in der Umgebung lebten in Frieden, bis eines Tages in einer stürmischen Nacht ein golden schimmerndes Objekt vom Himmel fällt. Es fällt genau auf die Burg und entpuppt sich als Wesen unbekannter Herkunft, das durch einen ohrenbetäubenden Schrei auf sich aufmerksam macht.
Das Wesen haucht der Murasame-Statue Leben ein und übernimmt die Burg. Es erweitert seinen Machteinfluss, indem es den Daimyō vier umliegender Burgen je eine von vier verschiedenfarbigen Kugeln sendet. Durch diese Kugeln erlangt das Wesen die Gewalt über die Daimyō und lässt sie mit Hilfe genannter Objekte wiederum Armeen menschlicher Krieger und Monster kontrollieren, die die Einwohner angreifen. Der Eindringling strebt die Herrschaft über Japan an.
Nachdem es von diesen seltsamen Vorkommnissen erfahren hat, schickt das Tokugawa-Shōgunat den jungen, außergewöhnlich begabten Schwertkämpfer Takamaru (鷹丸) auf eine Mission, um dem Treiben des Wesens eine Ende zu setzen. Er muss zuerst zu den vier anderen Burgen reisen und die vier Daimyō besiegen, bevor er schließlich der Kreatur in Form der lebendig gewordenen Murasame-Statue in der Burg Murasame gegenübertreten kann.

## Spielprinzip
Der Spieler übernimmt die Kontrolle von Takamaru. Ziel ist es, in jede der Burgen zu gelangen und den dortigen Daimyō bzw. in der fünften Burg die Murasame-Statue zu besiegen. In den Landschaften auf dem Weg zur jeweiligen Burg und in den Burgen selbst versuchen zahlreiche Krieger und Monster, die unter Einfluss der bösen Kreatur stehen, Takamaru aufzuhalten.
Die Spielwelt wird in der Vogelperspektive dargestellt und scrollt nicht. Stattdessen setzt sie sich aus vielen kleinen Abschnitten zusammen, die miteinander verbunden und jeweils einen Bildschirm groß sind. Übertritt die Spielfigur den Rand eines Abschnitts, dringt sie in den jeweils benachbarten vor. Auf den ersten Blick erinnert Nazo no Murasamejō an The Legend of Zelda, ist allerdings wesentlich action-lastiger und hat einen linearen Spielverlauf. Verdeutlicht wird dies durch ein in jeder Spielstufe vorgegebenes Zeitlimit, ein ausgiebiges Erkunden der Umgebung im gleichen Umfang wie in The Legend of Zelda ist also nicht möglich.
Für Angriff und Verteidigung ist Takamaru standardmäßig mit Katana und Wurfmessern ausgerüstet. Das Katana wird für Nahangriffe verwendet. Wurfmesser kommen für Angriffe aus der Distanz zum Einsatz und sind auch nur aus einer bestimmten Entfernung gegen Gegner einsetzbar. Ob die Spielfigur mit Nahkampf- oder Fernwaffe angreift, ist davon abhängig, ob sich Gegner nah an Takamaru befinden oder nicht, der Wechsel zwischen den Waffen erfolgt automatisch. Wird Takamaru selbst von einem Gegner getroffen, verliert die Spielfigur einen ihrer drei Lebenspunkte. Nach Verlust der kompletten Energie geht eines der Leben verloren, durch Einsammeln von Medizinbehältern können aber Lebenspunkte regeneriert werden. Durch die Befreiung von Prinzessinnen, die in den Burgen gefangen sind, erhält man je ein zusätzliches Leben. Die Frauen können sich jedoch auch als böse Geister entpuppen.
Den größten Teil der Gegner machen Ninja aus, die in verschiedenen Varianten existieren, nicht sofort sichtbar sind und plötzlich aus ihren Verstecken kommen und mit Schwert und Shuriken angreifen. Des Weiteren versuchen Samurai, Feuerspucker und viele weitere Krieger Takamarus Mission zu beenden, aber auch Wesen aus der japanischen Mythologie, darunter Tengu, stellen sich ihm in den Weg. Die unterschiedlichen Gegnertypen verwenden individuelle Bewegungs- und Angriffsmuster.
Ein wichtiges Spielelement stellen die verschiedenen Items, Power-ups im Speziellen, dar. Diese erhält man in der Regel von Tanuki oder aus Geschenkpaketen, die in der Spielwelt verstreut und zum Teil gut versteckt sind und erst sichtbar gemacht werden müssen. Beispielsweise stehen nach Aufsammeln der entsprechenden Items anstatt der Messer auch Feuerbälle mit größerer Angriffskraft und so genannte „Windmühlenschwerter“ mit größerer Reichweite als Wurfgeschosse zur Verfügung. Deren Anzahl ist jedoch begrenzt, durch Aufsammeln von Schriftrollen, die besiegte Gegner teilweise zurücklassen, kann der Vorrat aber aufgefüllt werden. Ein weiteres Item stellt das Blitzsymbol dar, durch das Takamaru einen neuen Angriff erlernt, der alle Gegner auf dem Bildschirm besiegt, aber nur dreimal einsetzbar ist. Ein anderes Item dagegen verleiht dem Krieger die Fähigkeit, sich zeitweise unsichtbar zu machen und so unbemerkt an Gegnern vorbeizukommen. Es gibt noch eine Reihe weiterer Items, zum Beispiel kann Takamaru mit roten Sandalen schneller laufen, während die Shōgi-Figur des Königs das schnelle Werfen von drei Wurfgeschossen in einer Reihe ermöglicht.
Während des gesamten Spiels werden Punkte gesammelt, die aber keinen direkten Einfluss auf den Spielverlauf haben. Punkte erhält der Spieler unter anderem für das Besiegen von Gegnern und für die noch verbliebene Zeit nach Absolvieren einer Spielstufe.

## Verfilmung
Am 8. Dezember 1986 wurde auf Fuji Television im Rahmen der Dorama-Reihe Getsuyō Dorama Land (月曜ドラマランド, dt. „Montags-Doramaland“) der Fernsehfilm Onyanko Torimonochō: Nazo no Murasamejō (おニャン子捕物帳 謎の村雨城, dt. „Onyanko-Kriminalgeschichte: Mysteriöse Burg Murasame“), der lose auf dem Spiel basiert, ausgestrahlt. Wie in vielen anderen Filmen dieser Reihe spielte ein Mitglied der Girlgroup Onyanko Club, die 52 Mitglieder hatte, die Hauptrolle, hier die heutige Enka-Sängerin Sanae Jōnouchi. Am 16. November 2005 wurde dieser Film zusammen mit Sandaime wa Onyanko Ojō-sama?! Hana Fubuki 893-gumi (三代目はおニャン子お嬢さま?! 花吹雪893組) und Onyanko Gakuen Kiki Ippatsu! Tonda Hōkago (おニャン子学園危機イッパツ! とんだ放課後) von Pony Canyon auf der DVD Onyanko Club in Getsuyō Dorama Land BOX 2 (おニャン子クラブin月曜ドラマランド BOX 2) veröffentlicht.

## Gastauftritte
Einige wesentlich später erschienene Spiele enthalten Referenzen auf Nazo no Murasamejō und wurden teilweise auch außerhalb Japans veröffentlicht. So gibt es in Pikmin 2 (2004) einen Cameo in Form der gelben Diskette der FDS-Version, die zu den zahlreichen Schätzen im Spiel gehört.
In Donkey Konga 3: Tabe Hōdai! Haru Mogitate 50 Kyoku (2005) gehört das Nazo-no-Murasamejō-Thema zu den verfügbaren Musikstücken.
Ebenfalls Musik aus dem Spiel ist in Super Smash Bros. Brawl (2008) enthalten. Unter dem Titel Dōchūmen (道中面) steht die Musik der Oberwelt zur Verfügung, die unverändert aus Nazo no Murasamejō übernommen, also nicht arrangiert wurde. Des Weiteren zeigt einer der zahlreichen Aufkleber Takamaru.
Am stärksten ragt jedoch das Spiel Captain Rainbow (2008) heraus, in dem Takamaru nach über zwei Jahrzehnten erstmals eine neue Rolle erhalten hat. Er gehört darin zu den Nintendo-Charakteren, die auf die Insel Mimin reisten, um sich ihre Wünsche zu erfüllen. Im Vergleich zu seinem Erstauftritt wird Takamaru comichafter dargestellt. Auf der Insel residiert er in einem stark verwahrlost wirkenden Dōjō. Takamaru hat ein ernsthaftes Problem: Schon allein der Gedanke an schöne Frauen führt bei ihm zu einem fontänenartigen Nasenbluten. Nick, der Protagonist von Captain Rainbow, hilft dem jungen Krieger dabei, diese Schwäche zu besiegen. Außerdem kann Nick zusammen mit Takamaru Zazen praktizieren.